# Mai Tominaga
Mai Tominaga (富永まい, Tominaga Mai) est une réalisatrice et scénariste japonaise, née à Tokyo. 

## Biographie
Mai Tominaga a commencé sa carrière de réalisatrice alors qu'elle était encore étudiante au campus de Kagome de l'université des beaux-arts Tama. Elle écrit et dirige trois courts métrages, notamment « Scorched », qui furent à l'affiche du PIA Film Festival de 1993, au Festival international du film de Hong Kong et Helsinki International Film Festival . Après l'obtention de son diplôme, elle rejoint les studios Pyramid Film et dirige des films publicitaires pour la télé. Elle a également écrit et réalisé le court film d'animation Buonomo Bustaman.

## Filmographie

### Cinéma
- 2000 : Buonomo Bustaman (court métrage)
- 2006 : Have a Nice Day (ハヴァ、ナイスデー, Hava, naisu dei?)
- 2006 : Wool 100% (ウール100％?)
- 2010 : Rinco's Restaurant (食堂かたつむり, Shokudō katatsumuri?)

### Télévision
- 2008 : Shiori to shimiko no kaiki jikenbo (栞と紙魚子の怪奇事件簿?) NTV